# Râul Arsa
Râul Arsa este un curs de apă, afluent al râului Nera. 